# Bardstown
Bardstown is een plaats (city) in de Amerikaanse staat Kentucky, en valt bestuurlijk gezien onder Nelson County.

## Demografie
Bij de volkstelling in 2000 werd het aantal inwoners vastgesteld op 10.374.
In 2006 is het aantal inwoners door het United States Census Bureau geschat op 11.128, een stijging van 754 (7,3%).

## Geografie
Volgens het United States Census Bureau beslaat de plaats een oppervlakte van
18,7 km², waarvan 18,6 km² land en 0,1 km² water. Bardstown ligt op ongeveer 209 m boven zeeniveau.

## Plaatsen in de nabije omgeving
De onderstaande figuur toont nabijgelegen plaatsen in een straal van 24 km rond Bardstown.